# Haartrockner

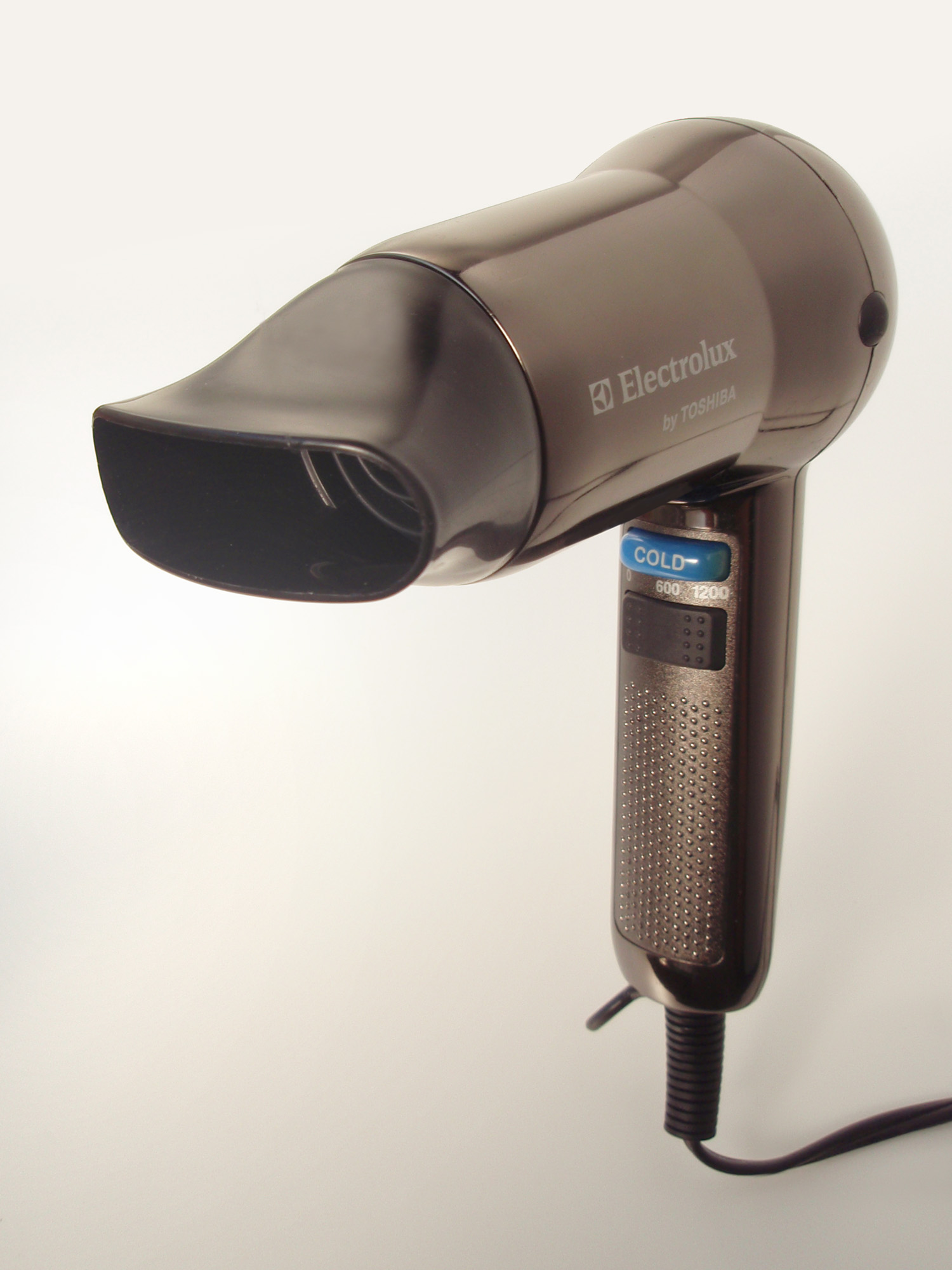
Moderner Föhn

Ein Haartrockner, häufig auch Föhn oder auch Heißluftdusche oder (als registrierte Wort-/Bildmarke) Fön bzw. Foen, ist ein elektrisches Gerät, das vor allem zum Trocknen feuchter Haare dient. Häufig werden Haartrockner auch abseits des primären Verwendungszwecks zur Trocknung feuchter Kleidungsstücke verwendet. Die Funktionsweise besteht in der verstärkten Durchlüftung des zu trocknenden Objekts mit zuvor erhitzter Luft. Der Zweck der Erhöhung der Temperatur dient dazu, dass die Luft unter Steigerung der Luftfeuchtigkeit größere Wassermengen aufnehmen kann.
Der Markenname Fön leitet sich vom Fallwind Föhn ab und wurde zu einem generischen Markennamen für Haartrockner. Seit der Rechtschreibreform 1996 wird jedoch auch diese allgemeine Bezeichnung für Haartrockner Föhn geschrieben.

## Geschichte
Um 1900 produzierte das deutsche Unternehmen AEG einen elektrischen Haartrockner. 1911 ließ Gabriel Kazanjian ein Patent für einen Haartrockner in den Vereinigten Staaten schützen. Die Firma Sanitas brachte 1908 den ersten Haartrockner unter der Modellbezeichnung Foen heraus, im Januar 1909 erfolgte die Eintragung ins Markenregister. Die Bezeichnung ist heute zum Synonym für diese Gerätegattung geworden. Mit der im Jahr 1957 erfolgten Übernahme der Firma Sanitas wurde auch die Marke FOEN von der AEG übernommen, die zuvor mit dem Begriff Heißluftdusche geworben hatte. Irrtümlich wird vielfach angenommen, AEG sei Urheber der Marke.
Das Gerät wurde ursprünglich nicht nur zum Haaretrocknen verwendet, sondern auch zur Behandlung von neuralgischen und rheumatischen Leiden.
In Frankreich brachte 1926 der Ingenieur Léon Thouillet den ersten Haartrockner bei Calor heraus. In den 1950er Jahren wurden die ersten Haartrockner aus Kunststoff hergestellt. In den folgenden Jahrzehnten erfolgte in mehreren Schritten eine Verkleinerung, damit die Geräte leichter, effizienter und handlicher wurden. Jean Mantelet, Ingenieur bei Moulinex, führte die Pistolenform ein. In den letzten Jahrzehnten wurde der Haartrockner zum Designobjekt.

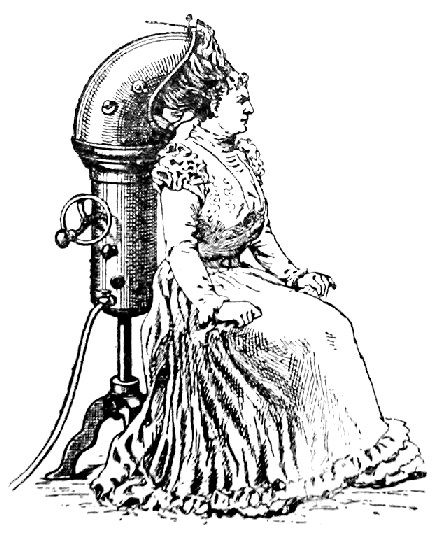
Haartrockner aus der Anfangszeit
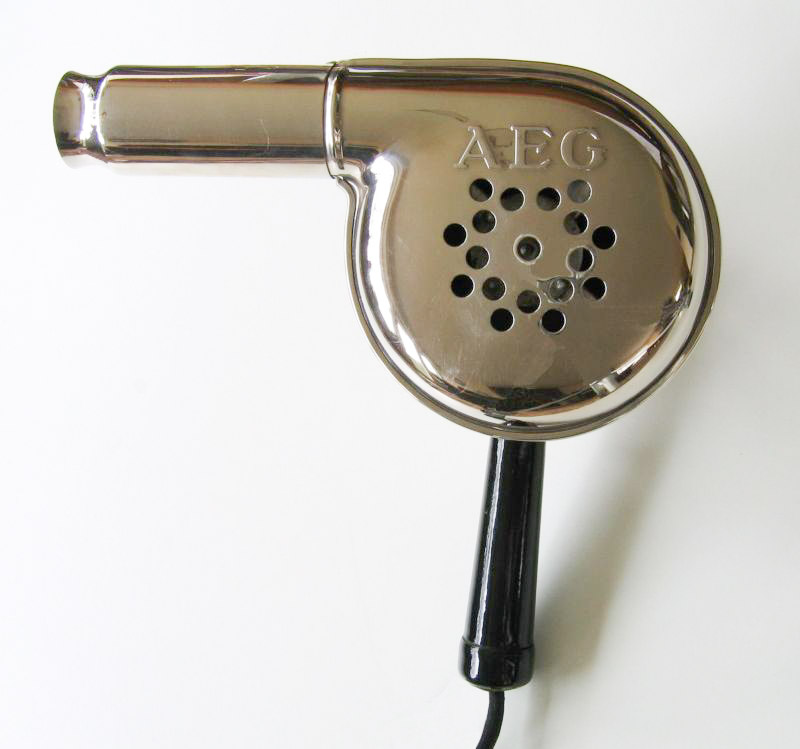
Haartrockner AEG Modell Nr. 72355 (ca. 1930er Jahre)
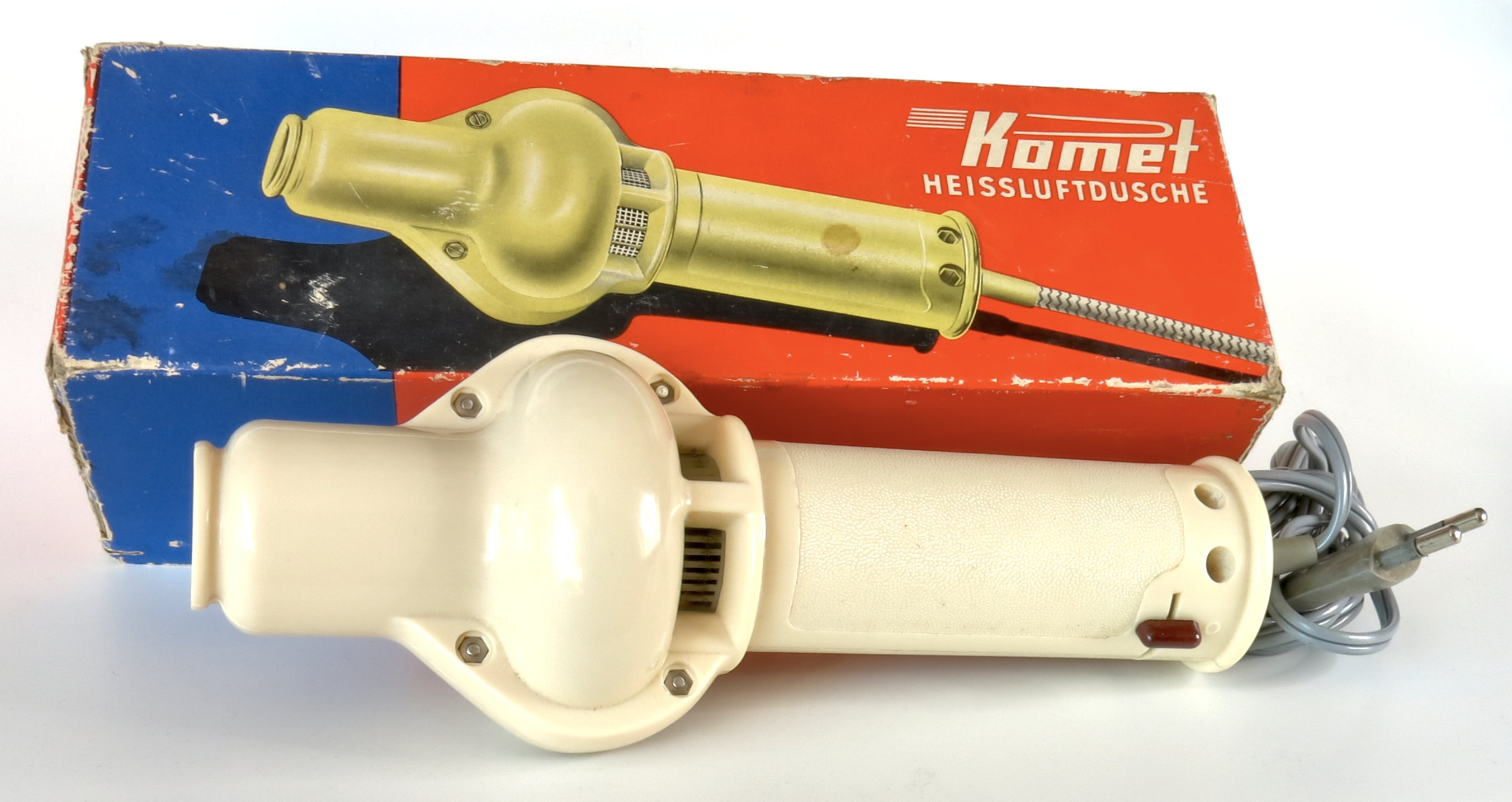
Die „Komet Heissluftdusche“ vom Kombinat VEB Elektrogerätewerk Suhl ist ein DDR-Nachbau (ca. 1955) des Siemens EDIR (1938)

## Markenname Fön/Foen

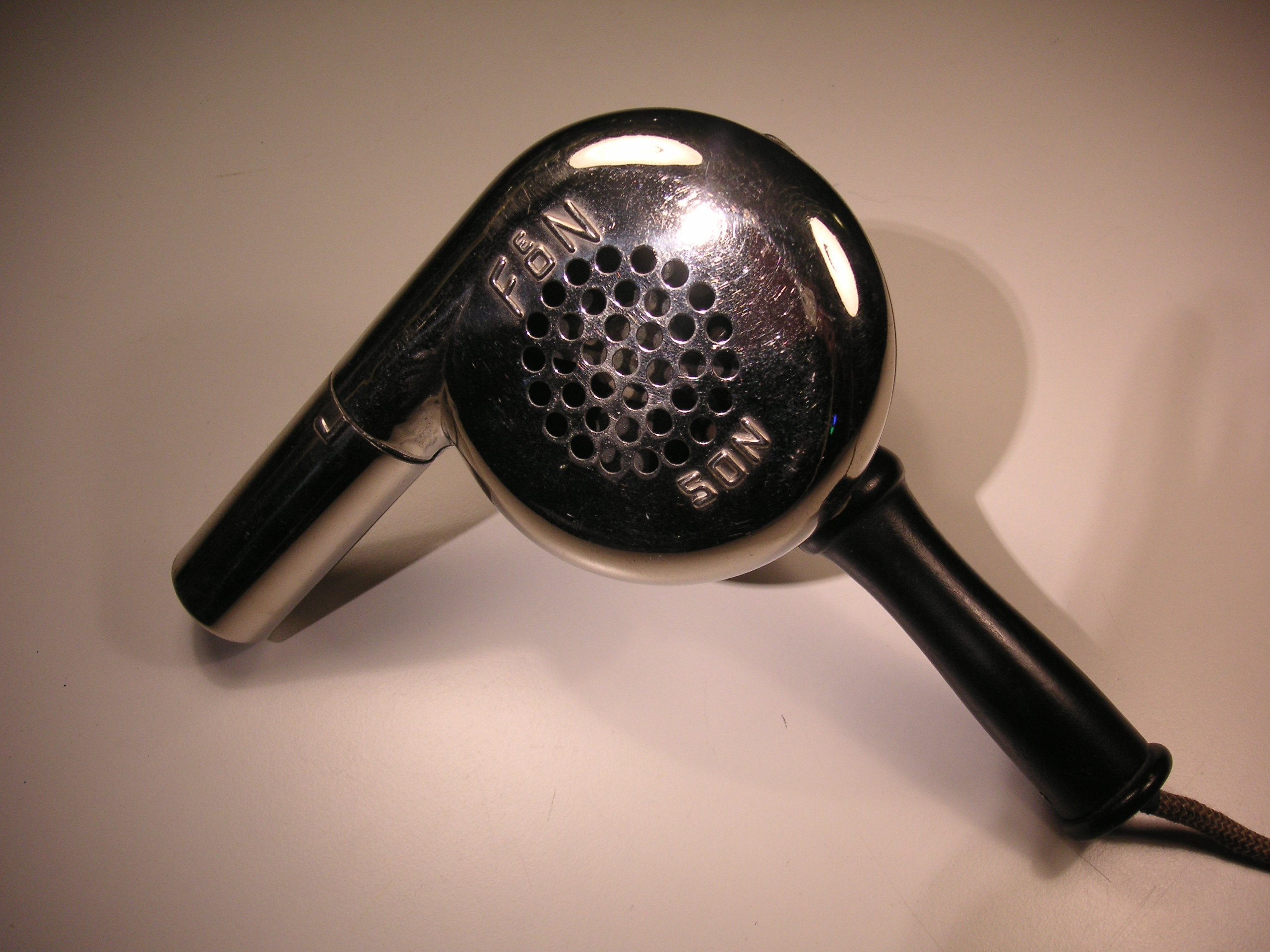
Fön (um 1946)

Die Bezeichnung Fön für Haartrockner ist vom Föhn (ein warmer, trockener Fallwind) abgeleitet. Es handelt sich um einen Markennamen, der sich als allgemeinsprachliches Wort einbürgerte (ein sogenanntes Deonym).
Am 22. Januar 1909 ließ die Firma Sanitas den Markennamen Fön ins Markenregister eintragen − das Wort Föhn kann nicht geschützt werden. Nachdem Sanitas 1957 von der AEG übernommen wurde, durften nur AEG-Produkte Fön genannt werden. Die anderen Hersteller mussten ihre Produkte als Haartrockner bezeichnen. Die Marke AEG gehört heute dem schwedischen Unternehmen Electrolux, die Wort-Bildmarke Foen in Hohlschrift und die Wortmarke FOEN sind auf die Electrolux Rothenburg GmbH Factory and Development in Nürnberg registriert. Nur Electrolux besitzt das Recht, seine Haartrockner mit diesem Markennamen zu versehen.
Vor der Reform der deutschen Rechtschreibung von 1996 wurde die übliche Bezeichnung für Haartrockner genauso wie der Markenname Fön geschrieben, sodass der Wind (Föhn), der sich mit h schreibt, davon unterschieden werden konnte. 1996 wurde die für den Haartrockner zu verwendende Schreibweise in Föhn geändert.

## Funktionsweise

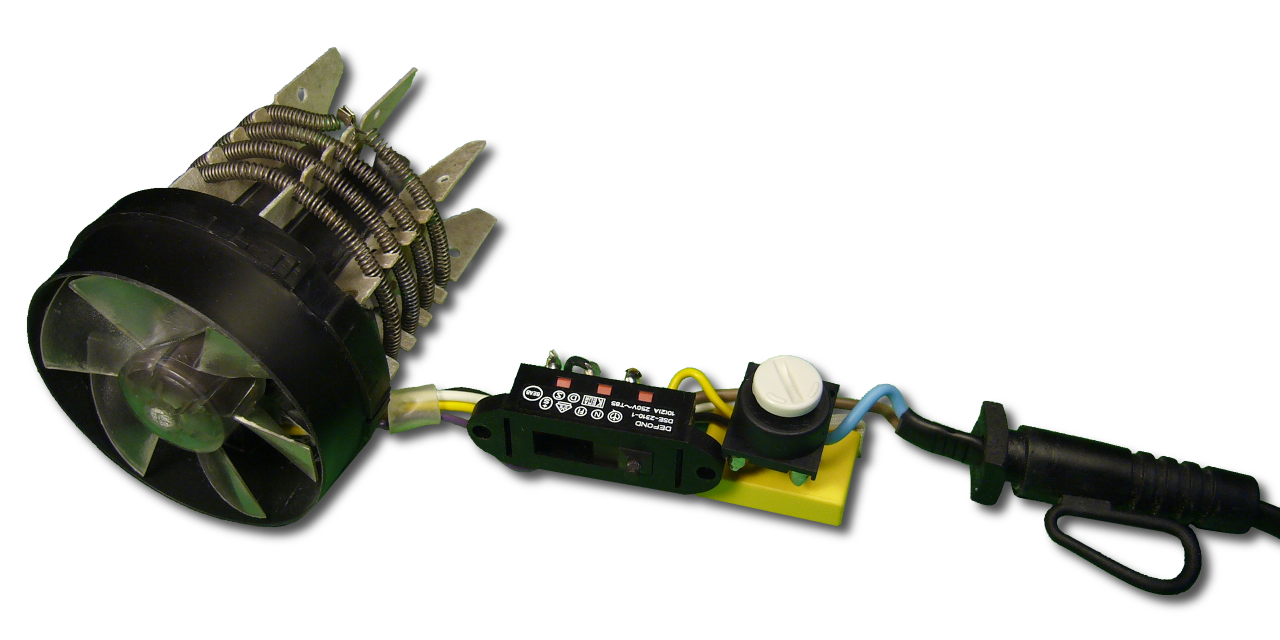
Innenleben eines Haartrockners

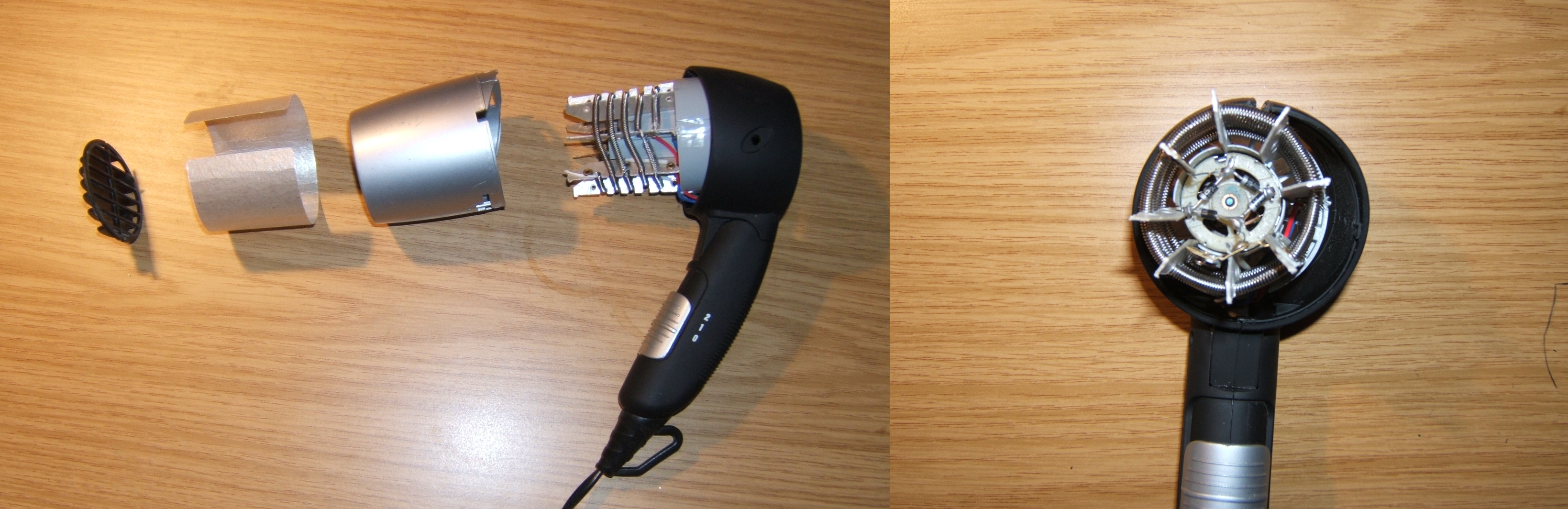
Seiten- und Frontalansicht eines geöffneten Haartrockners

Mit einem Gebläse (früher Radial-, heute Axialventilator; Motor früher Spaltpolmotor, heute permanenterregter Gleichstrommotor oder bei hochwertigeren Geräten Wechselstrommotor) wird Luft über stromdurchflossene Heizdrähte geleitet. Die Wendeln waren früher auf Keramikträgern und sind heute auf isolierenden Glimmerplatten aufgewickelt. Die so erzeugte Warmluft kann viel Feuchtigkeit aufnehmen und dadurch Haare trocknen.
Oft wird ein preisgünstiger Niederspannungsgleichstrommotor verwendet, gespeist über Gleichrichterdioden aus einer Anzapfung der Heizwendel. Solche Geräte können im Gegensatz zu Geräten mit Wechselstrommotor („AC-Motor“) keine kalte Luft liefern.
Haartrockner besitzen eine Übertemperatursicherung im Bereich der Heizwendel, um das Gerät beim Versagen des Gebläses oder Blockieren der Ansaug- oder Ausblasöffnung abzuschalten.
Einige Hersteller bieten Modelle mit eingebautem Ionisator an, welcher eine antistatische Wirkung auf die Haare haben soll. Ein Vergleich der Stiftung Warentest ergab jedoch, dass die mit Ionisator beworbenen Haartrockner verglichen mit konventionellen Modellen keine signifikante Verbesserung bezüglich der statischen Aufladung von Haaren zeigten.
Vor dem Gebläse befindet sich bei manchen Modellen ein Fusselsieb. Dieses muss von Zeit zu Zeit gereinigt werden, da sonst der Haartrockner beschädigt werden kann bzw. dann zu wenig und zu heiße Luft liefert.

## Trockenhaube
Eine Trockenhaube ist ein elektrisches Heißluftgerät zum Trocknen der Haare, bei dem ein glockenartiges, an eine Haube erinnerndes Teil, dem die Heißluft entströmt, über den Kopf gestülpt wird. Das Gerät hängt dabei an einem Ständer oder (bei fest eingebauten Trockenhauben in einem Friseursalon) einem Wandarm. Bei einer anderen, für den Hausgebrauch mittlerweile am weitesten verbreiteten Bauart handelt es sich um eine über den Kopf zu ziehende Haube aus Kunststofffolie, in die von einem angehängten Gebläse Warmluft eingeblasen wird.

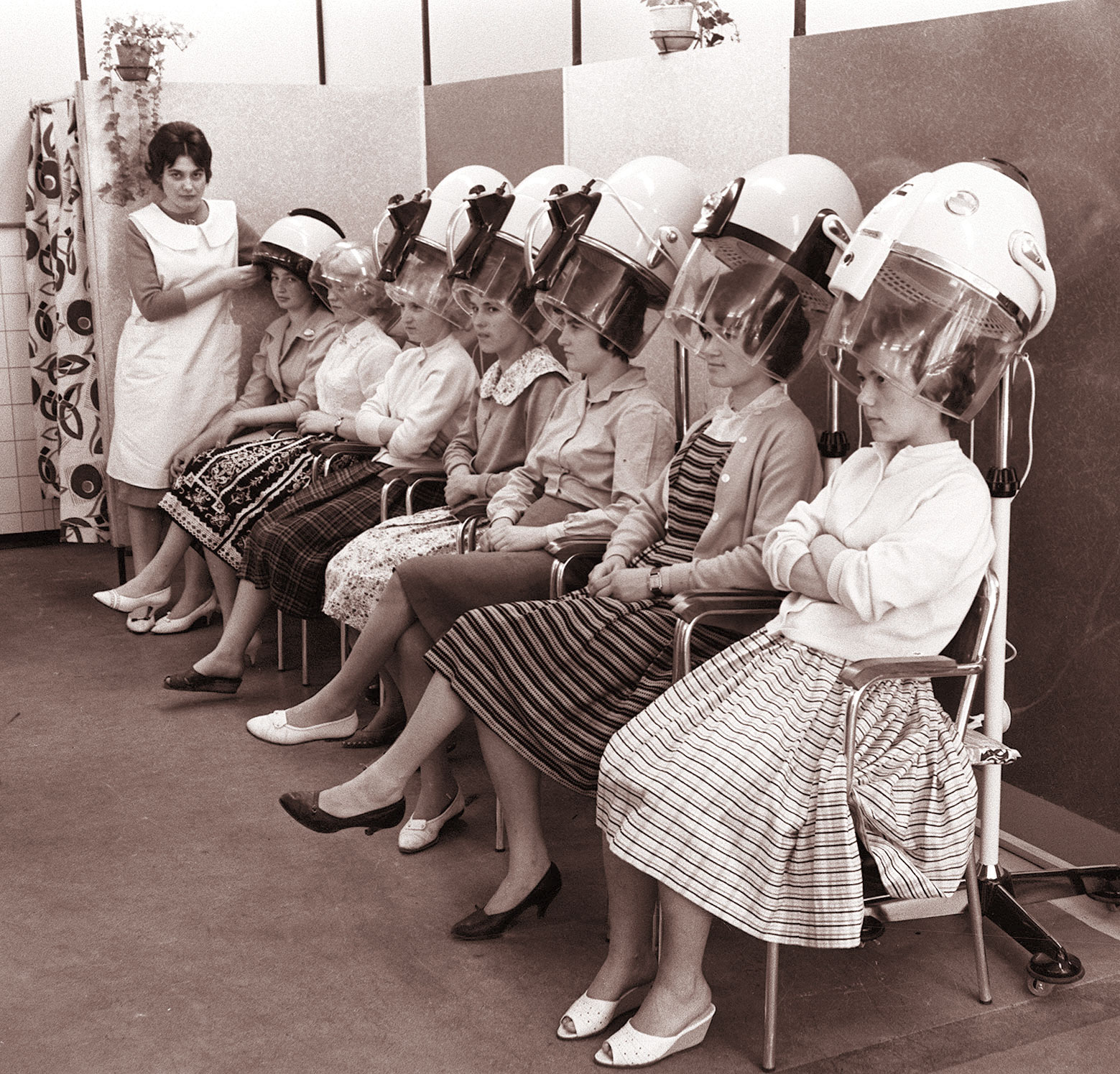
Trockenhauben in einem Friseursalon (1960)
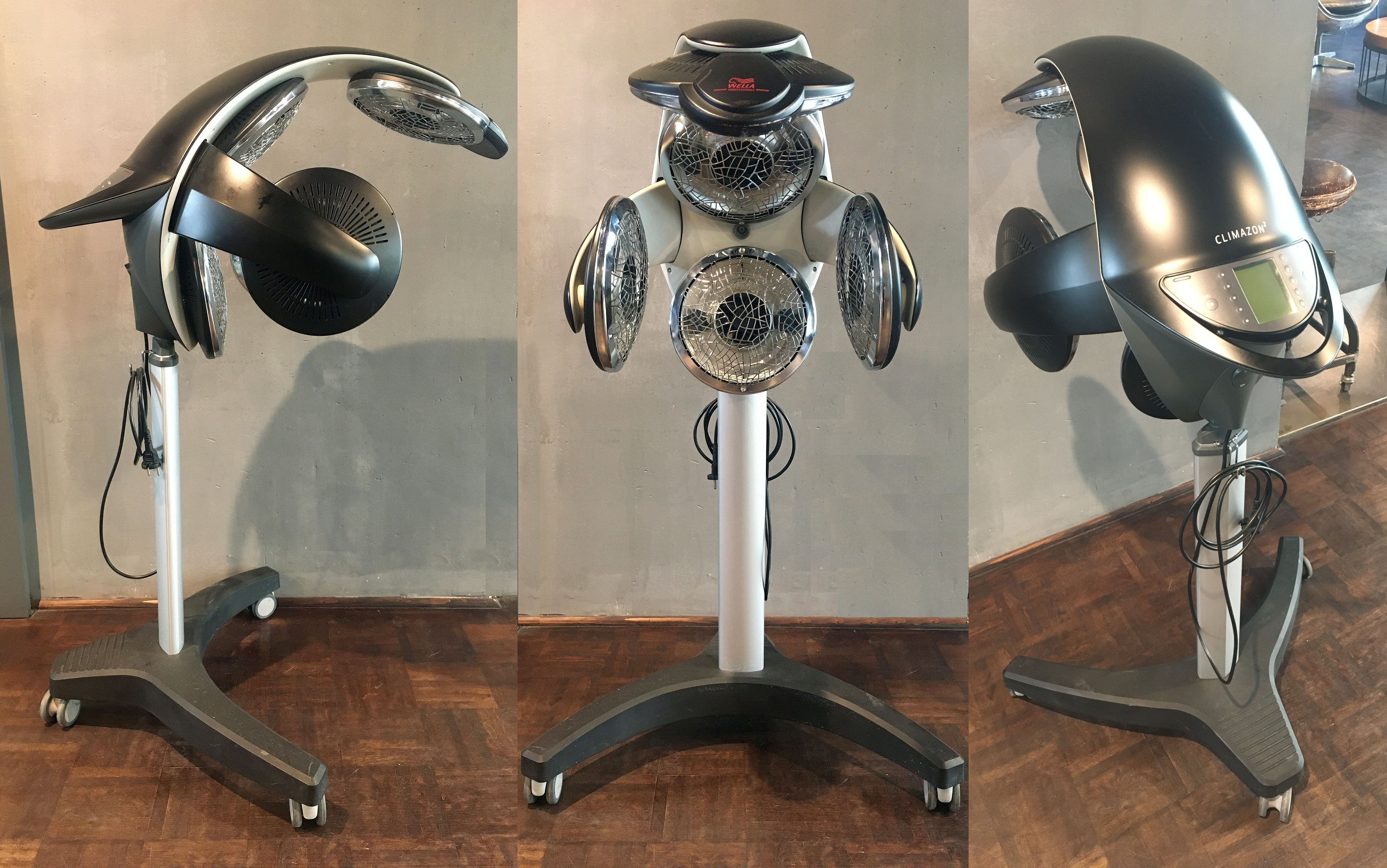
Infrarot-Haartrockengerät für Friseursalons, 2010er Jahre

## Gefahren
- Verbrennungsverletzungen.[11]
- Haarschäden durch zu heißes Föhnen.[12]
- Netzspannungsgeräte in Feuchträumen, überwiegend Haartrockner, verursachen in Deutschland jährlich einige tödliche Stromunfälle. Häufiger sind Suizide mit Haartrocknern in der Badewanne.[13] Hierzu muss das Gerät nicht eingeschaltet sein. Fehlerstrom-Schutzschalter schützen in bestimmten Konstellationen,[14][15] wurden bisher aber in vielen Altbauten nicht nachgerüstet.